# Mercado Municipal de Santo Amaro (Lagos)
O Mercado Municipal de Santo Amaro é uma infraestrutura na cidade de Lagos, em Portugal.

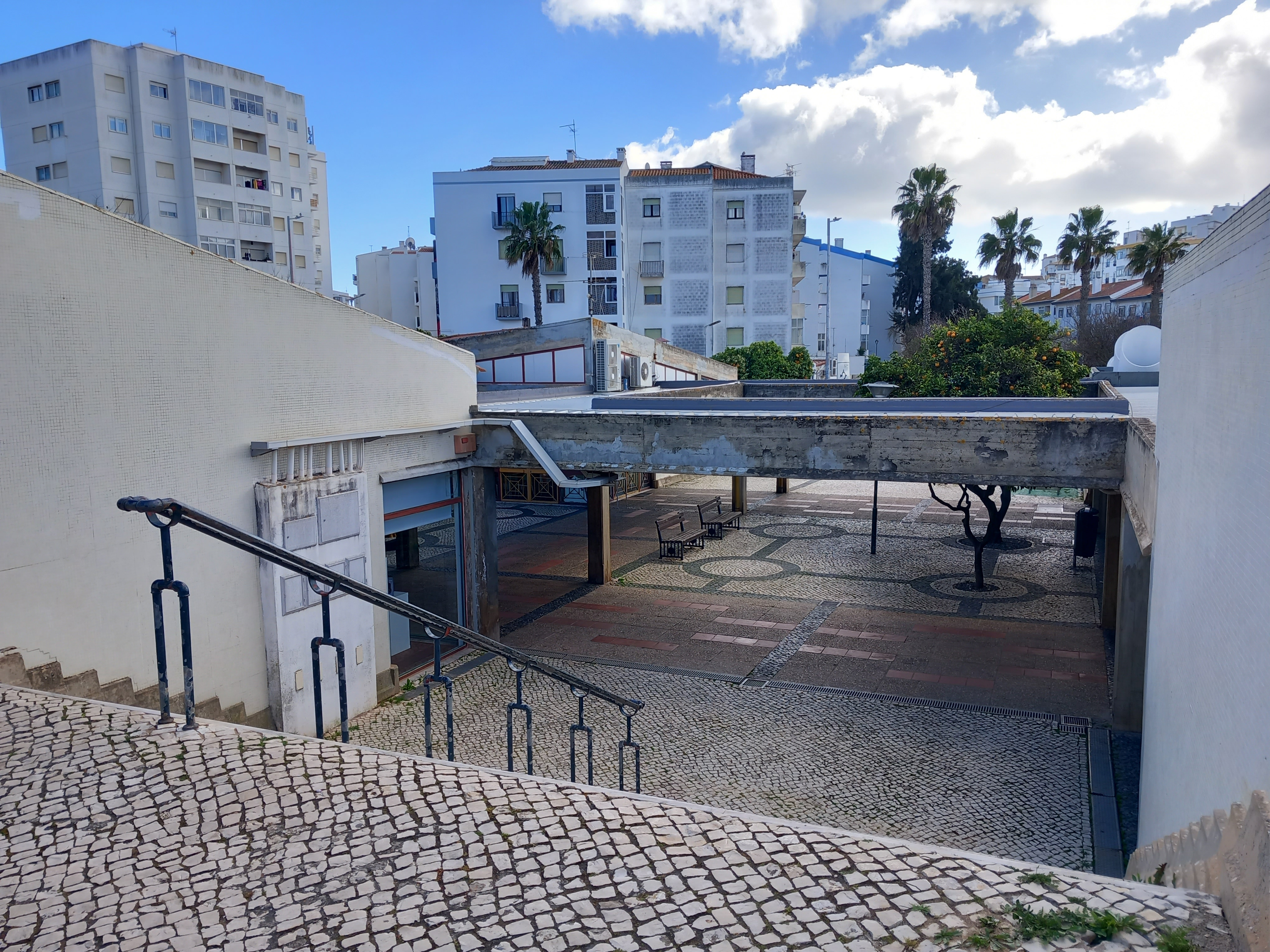
Interior do mercado, em Março de 2023.

## Descrição e história
O mercado tem acesso pela Rua Filarmónica 1.º de Maio, na zona de Santo Amaro. É orientado para a comercialização de peixe, mariscos, fruta, carne e doces regionais, entre outros produtos. Conta também com uma cafetaria.
Na envolvente do mercado, destaca-se igualmente o busto de Júlio Dantas, esculpido por Tolentino Abegoaria.
Em 1970, a Câmara iniciou o planeamento para um novo mercado municipal, complementando o Mercado da Avenida, tendo-se originalmente considerado a construção desta infraestrutura no Rossio de São João. Neste sentido, a autarquia encomendou no ano seguinte os primeiros estudos, no sentido de pedir autorização e fundos ao governo, uma vez que não dispunha da autoridade nem dos recursos financeiros para este tipo de empreendimento. Porém, o processo não avançou, e em meados da década foi instalado no Rossio de São João um espaço para a venda de produtos agrícolas, o Mercado do Levante
O processo para a instalação de um novo mercado municipal continuou no período após a Revolução de 25 de Abril de 1974, tendo a sua localização sido mudada para a área de Santo Amaro pelo Plano Geral de Urbanização. Assim, o novo mercado tinha como finalidade não só fornecer um ponto de reunião e abastecimento às populações, mas também fomentar uma zona que então era periférica em relação à cidade. Em 1981 o município contratou a Cooperativa Bloco e o arquitecto José Veloso para elaborar o projecto, tendo sido planeado para servir uma população de 6000 habitantes. As obras iniciaram-se em Julho de 1986, tendo o mercado sido inaugurado em 1991.
O projecto do Mercado de Santo Amaro é considerado como um exemplo das novas tendências arquitectónicas introduzidas entre as décadas de 1980 e 2000 nos edifícios públicos, na região do Algarve.

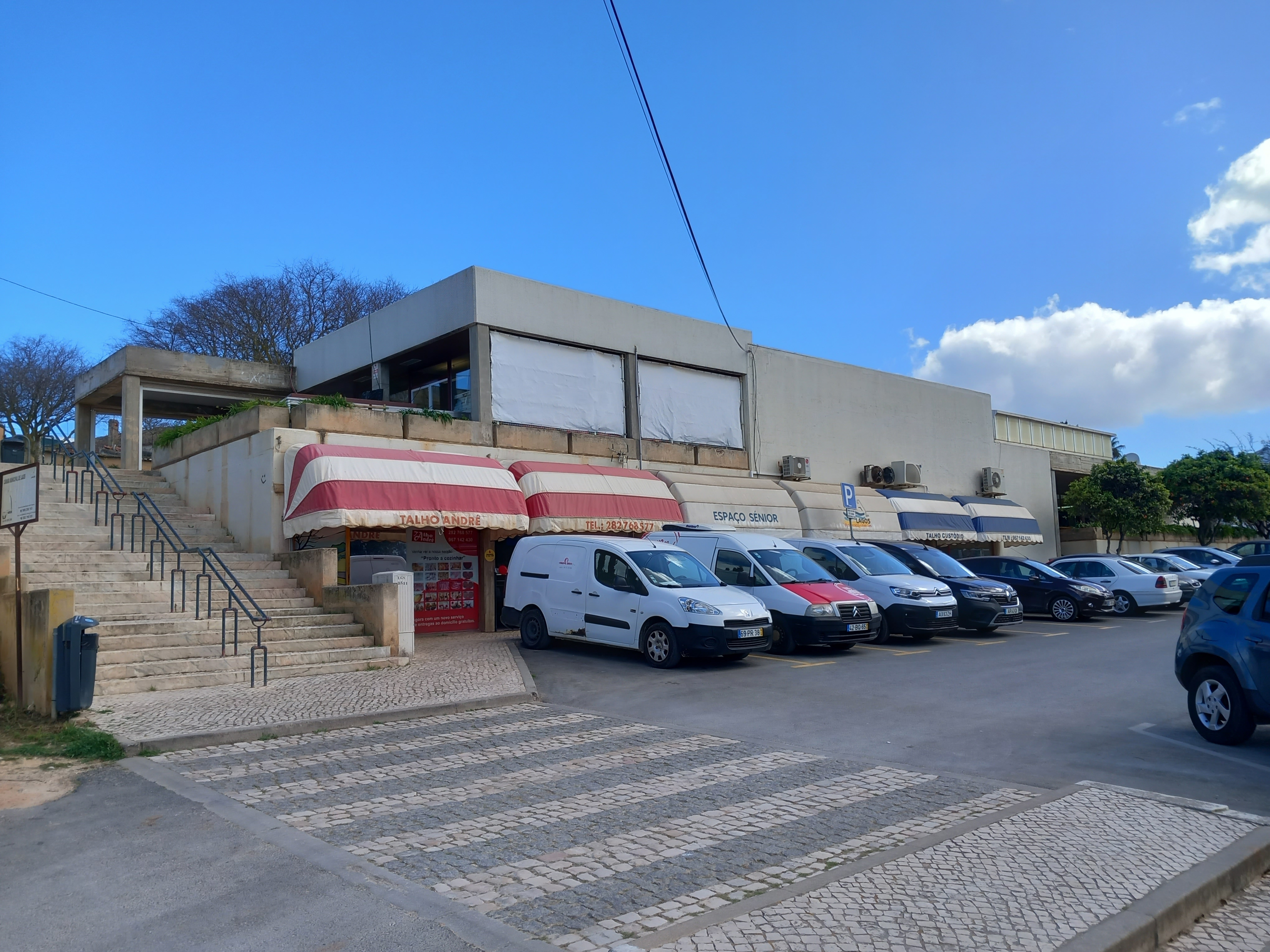
Lado ocidental do mercado, vendo-se o parque de estacionamento e vários espaços comerciais.